# Edward Judd
Edward Judd (* 4. Oktober 1932 in Shanghai, China; † 24. Februar 2009 in Mitcham, Surrey, England) war ein britischer Schauspieler.

## Leben
Judd wurde in Shanghai geboren. Seine Eltern flohen mit ihm 1937 wegen des chinesisch-japanischen Krieges zurück nach England. Dort nahm er im Bolton’s Theatre Club Schauspielunterricht. Sein Spielfilmdebüt hatte er schon im Alter von 15 Jahren in Die Stimme des Gewissens mit Howard Keel in der Hauptrolle. Judd spielte daraufhin einige Jahre am Theater in Windsor und Nottingham und wurde in den 1950er Jahren in verschiedenen Fernsehproduktionen besetzt. Ende der 1950er Jahre spielte er am Royal Court Theatre im Londoner West End an der Seite von Peter O’Toole und Robert Shaw in The Long and the Short and the Tall.
Seinen Durchbruch feierte er 1961 mit seiner Hauptrolle im Science-Fiction-Film Der Tag, an dem die Erde Feuer fing. In der Folge hatte er Hauptrollen im auf H. G. Wells’ Roman Die ersten Menschen auf dem Mond basierenden Spielfilm Die erste Fahrt zum Mond sowie in Insel des Schreckens an der Seite von Peter Cushing. Zudem hatte er eine größere Nebenrolle in der US-amerikanischen Filmkomödie Fremde Bettgesellen mit Rock Hudson und Gina Lollobrigida. Es gelang ihm jedoch nicht, im US-amerikanischen Filmgeschäft Fuß zu fassen, auch seine Karriere als Hauptdarsteller in britischen Filmen neigte sich dem Ende zu. Er spielte in den 1970er und 1980er Jahren vor allem in Fernsehproduktionen und hatte unter anderem Gastrollen in den Serien Mit Schirm, Charme und Melone und Die Profis. 1982 spielte er in der Seifenoper Coronation Street, einen seiner letzten Auftritte hatte er in der zweiteiligen Miniserie Jack the Ripper – Das Ungeheuer von London. Anfang der 1990er Jahre zog er sich ins Privatleben zurück.
Judd war zweimal verwitwet. Seine erste Frau, die Schauspielerin Gene Anderson, verstarb im Alter von 34 Jahren an einer Hirnblutung. Mit seiner zweiten Frau, der Schauspielerin Norma Ronald hatte er zwei Kinder. Sie verstarb 1993.

## Filmografie (Auswahl)
- 1948: Die Stimme des Gewissens (The Small Voice)
- 1954: Vier bleiben auf der Strecke (The Good Die Young)
- 1958: Kopf hoch – Brust raus! (Carry On Sergeant)
- 1959: Sie pfiff und die Kerle kuschten (The Challenge)
- 1960: Die letzte Fahrt der Bismarck (Sink the Bismarck!)
- 1960: Die Spur führt ins Nichts (The Criminal)
- 1961: Die Verfolger (The Pursuers, Fernsehserie, 1 Folge)
- 1961: Der Tag, an dem die Erde Feuer fing (The Day the Earth Caught Fire)
- 1962: Die letzte Fahrt von U 153 (Decoy)
- 1963: Das Glück in seinen Armen (Stolen Hours)
- 1964: Die erste Fahrt zum Mond (First Men in the Moon)
- 1964: Raubzug der Wikinger (The Long Ships)
- 1965: Fremde Bettgesellen (Strange Bedfellows)
- 1966: Insel des Schreckens (Island of Terror)
- 1968: Jung, blond und tödlich (The Vengeance of She)
- 1969–1974: Task Force Police (Z-Cars, Fernsehserie, 4 Folgen)
- 1972: Emmerdale (Emmerdale Farm)
- 1973: Die Onedin-Linie (The Onedin Line, Fernsehserie, 1 Folge)
- 1973: In der Schlinge des Teufels (The Vault of Horror)
- 1973: Der Erfolgreiche (O Lucky Man!)
- 1974–1975: Thriller (Fernsehserie, 2 Folgen)
- 1975: Task Force Police (Softly Softly, Fernsehserie, 1 Folge)
- 1976: Mit Schirm, Charme und Melone (The New Avengers, Fernsehserie, 1 Folge)
- 1976: Die unglaubliche Sarah (The Incredible Sarah)
- 1977: Die Profis (The Professionals, Fernsehserie, 1 Folge)
- 1978: Die Füchse (The Sweeney, Fernsehserie, 1 Folge)
- 1982: Coronation Street (Fernsehserie, 4 Folgen)
- 1983: Der Hund von Baskerville (The Hound of the Baskervilles)
- 1988: Jack the Ripper – Das Ungeheuer von London (Jack the Ripper) (Fernsehfilm)
- 1989: Casualty (Fernsehserie, 1 Folge)
- 1992: Van der Valk (Fernsehserie, 1 Folge)